# Карл XVI Густав
Карл XVI Гу́став (швед. Carl XVI Gustaf нар. 30 квітня 1946) — король Швеції з 15 вересня 1973 року.

## Життєпис
Король Карл XVI, що отримав при народженні титул принц Карл Густав Фольке Губертус (швед. Carl Gustaf Folke Hubertus) — єдиний син принца Густафа Адольфа, герцога Вестерботенського та принцеси Сібілли Саксен-Кобург-Готської. В них вже було чотири дочки, три з яких пізніше вийшли заміж за осіб не дворянської крові.

### Хресні батьки
Був хрещений в королівській церкві 7 червня 1946 року.
Його хресними батьками стали:
- Данський кронпринц Фредерік, згодом король Фредерік IX (дан. Frederik IX)
- Данська кронпринцеса Інгрід Шведська (швед. Ingrid av Sverige), дружина Фредеріка IX та тітка новонародженого
- Кронпринц Норвегії Улаф, згодом король Олаф V (норв. Olav V)
- Принцеса Юліана Нідерландська, згодом королева Нідерландів Юліана (нід. Juliana der Nederlanden)
- Шведський король Густав V, прадід новонародженого (швед. Gustaf V)
- Принц Фрідріх Йосіас Саксен-Кобургсько-Готський (нім. Friedrich Josias Prinz von Sachsen-Coburg und Gotha)
- Шведський кронпринц Густав Адольф, згодом король Густав VI, дід новонародженого (швед. Gustaf VI Adolf)
- Шведська кронпринцеса Луїза Маунтбетен, згодом королева Луїза, друга дружина Густава VI, мачуха батька Карла (швед. Louise Mountbatten)
- Граф Фольке Бернадот (швед. Folke Bernadotte af Wisborg)
- Графиня Марія Бернадот (швед. Maria Bernadotte af Wisborg, 1889—1974)

Монограма Короля Швеції Карла XVI Густава

Принц Густав Адольф загинув в авіакатастрофі, що сталася недалеко від Копенгагена 26 січня 1947 року, ще за життя свого діда, Густава V, та батька, майбутнього Густава VI Адольфа. Карлу було в цей час дев'ять місяців. Після того, як Густав V помер та дід Карла, Густав VI Адольф, наслідував йому в 1950 році, Карл став спадкоємцем престолу. Мати нинішнього короля, принцеса Сібілла, померла 1972 року.
Вступивши в 1973 році на трон, 27-річний (наймолодший з династії Бернадотів) король Карл XVI Густав замінив свого 90-річного діда Густава VI Адольфа. Саме тоді він обрав собі девіз правління: «За Швецію — у ногу з часом». Після вступу на трон Карл продовжував уважно стежити за розвитком різних сфер життя шведського суспільства, відвідуючи різноманітні установи, організації та інституції. З цього приводу він мав офіційні поїздки в кожен регіон і лен Швеції — старовинна королівська традиція, так звана «еріксгата» (за традицією з часів середньовіччя).
Нова Конституція Швеції набрала чинності в 1974 р., в період царювання Карла Густава і формально позбавила нового короля деяких прерогатив, у тому числі призначення прем'єр-міністра й статусу Верховного головнокомандувача збройними силами країни. Король, згідно з новою конституцією, став виконувати обов'язки тільки представницького і церемоніального характеру. Конституція 1974 р. зберегла короля і його формальну політичну владу (при збереженні його в якості глави держави), закріпивши реальну практику встановлення парламентського правління в 1917 р.. Король офіційно призначав прем'єр-міністра, хоча на практиці він майже завжди був лідером партії більшості або коаліції в Риксдагу. Крім того, законопроєкти, прийняті Риксдагом, не потребують підпису короля, щоб вступити в законну силу.
Він є основним представником Швеції і здійснює державні візити за кордон, відкриває щорічну сесію Риксдагу, проводить регулярні інформаційні наради з прем'єр-міністром і Кабінетом Міністрів, головує на засіданнях Ради закордонних справ, а також приймає вірчі грамоти іноземних послів в Швеції. Він добровільно утримується від голосування на парламентських виборах в Швеції. Відповідно до положень акту про форму правління 1974 р., що набув чинності 1 січня 1975 р., король Карл XVI Густав більше не займає посаду Верховного Головнокомандувача, але він зберігав свої ряди а-ля люкс, бо він не має військового командування, крім свого військового штабу в палаці.
У всьому світі, Карл XVI Густав найбільше відомий як ведучий щорічного вручення Нобелівських премій. Він також вручає Полярну музичну премію. Король має почесні докторські ступені Шведського університету сільськогосподарських наук, Королівського технологічного інституту, Стокгольмської школи економіки і університету Або в Фінляндії.

## Освіта й військова служба
У 1966 році принц Карл Густав закінчив школу-інтернат в м. Сигтуні коло м. Стокгольму.
У 1966-1968 роках проходив військову службу в різних родах військ — в армії, військово-повітряних силах і на флоті.
У 1968-1969 рр. — займався за спеціальною освітньою програмою в Упсальському університеті. Ця програма включала курси з історії, соціології, політичних наук, податкового права та економіки. Після цього принц продовжував вивчення національної економіки в Стокгольмському університеті.
Щоб наслідний принц отримав глибокі і різноманітні знання про те, як управляється і як функціонує Швеція, щоб він отримав уявлення про повсякденне життя шведів, була складена спеціальна програма для майбутнього глави держави. Він відвідував державні та регіональні органи управління, підприємства, лабораторії та школи. Він вивчав роботу судових органів, органів соціального забезпечення, роботу профспілок і спілок роботодавців. Особлива увага приділялася роботі уряду, риксдагу і Міністерства закордонних справ.
Він набув міжнародний досвід, вивчаючи роботу постійного представництва Швеції в ООН в Нью-Йорку, Шведської агенції розвитку міжнародного співробітництва (швед. SIDA) в Африці, він провів час в Хамбро-банку, шведському посольстві і торговій палаті в м. Лондоні.

## Сім'я
На літніх Олімпійських іграх 1972 року в м. Мюнхені він познайомився з Сільвією Ренатою Зомерлат. 19 червня 1976 р. він одружився з нею, чим зробив Сільвію королевою Швеції. Король і королева належать до Лютеранської церкви Швеції.
- Мадлен, принцеса Швеції (нар. 10 червня 1982);
- Карл Філіп, принц Швеції (нар. 13 травня 1979);
- Вікторія, принцеса Швеції (нар. 14 липня 1977).

До 1981 року королівська родина мешкала у палаці міста Стокгольм, після чого вони переїхали до палацу в Дроттнінгхольм, що розташований у парковій зоні в околицях столиці Швеції.

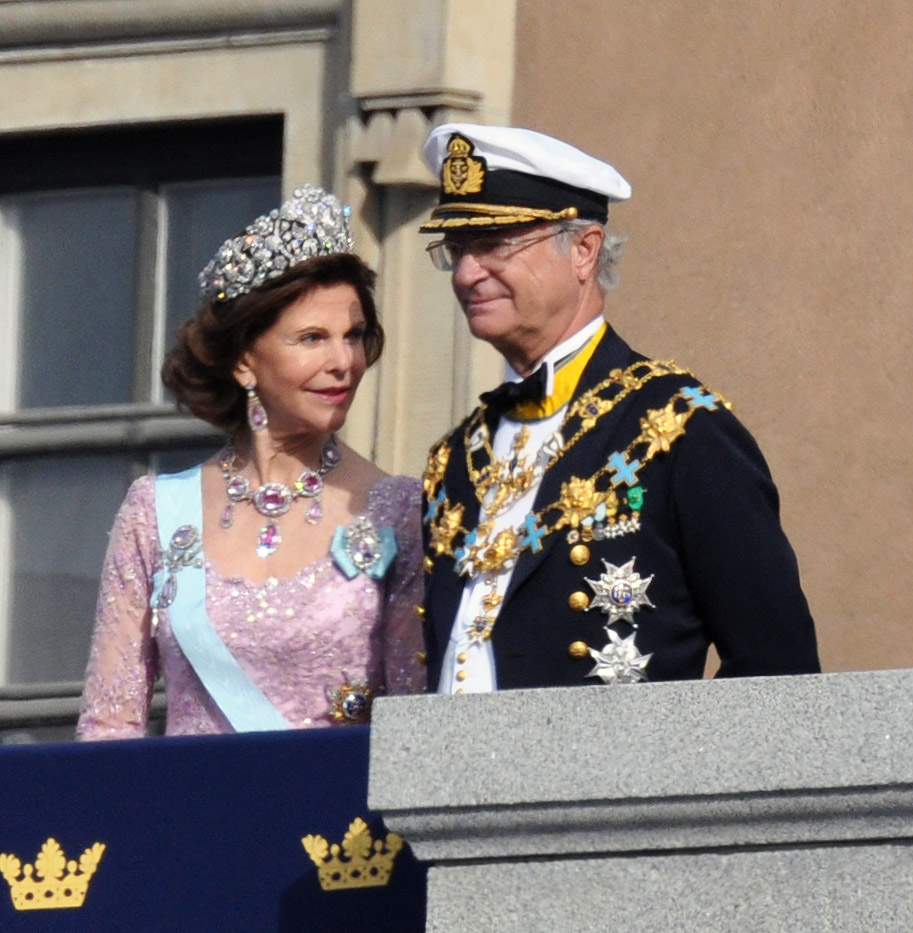
Королева Сільвія та король Карл XVI Густаф

## Захоплення
З дитинства став активним членом організації скаутів, цікавився природою і любив проводити час на природі. У 1977 році став почесним головою Всесвітньої скаутської організації.
Зайняв чітку позицію захисту навколишнього середовища, став президентом шведської гілки організації «Всесвітній фонд дикої природи».
Король любить водний спорт, любить пірнати з аквалангом, ходити на лижах, кілька разів він брав участь у відомому щорічному 90-кілометровому лижному марафоні на честь короля Густава Васи — «Васалоппет» (швед. Vasaloppet).

## Нагороди
- Швеція:
  - Орден Серафимів[1];
  - Командор Великого хреста ордену Меча[1][2];
  - Командор Великого хреста ордену Полярної зірки[1];
  - Командор Великого хреста ордену Вази[1][2];
  - Орден Карла XIII[1];
  - Орден Святого Іоанна[en][1];
  - медаль «90-річчя від народження короля Густава V»[3];
  - медаль «85-річчя від народження короля Густава VI Адольфа»[3];
  - Весільна медаль крон-принцеси Вікторії й Даніеля Вестлінга;
- Норвегія:
  - Кавалер Великого хреста на ланцюзі ордену Святого Олафа[1][4][5];
  - Ювілейна медаль короля Олава V (1957—1982)[3];
  - Ювілейна медаль короля Хакона VII[3];
  - Медаль Срібного ювілею короля Гаральда V[6];
- Данія:
  - Лицар ланцюга ордену Слона[1][7][8][9][10];
  - Великий командор ордену Данеброг[1][7];
  - Срібна ювілейна медаль королеви Маргрети II та принця Хенріка[11];
  - Медаль 70-ї річниці королеви Маргрети II;
  - Медаль 75-ї річниці королеви Маргрети II[12];
- Іспанія:
  - Кавалер ордену Золотого руна (1983 р.)[1][13][14];
  - Кавалер Великого хреста ордену Карлоса III[1][14][15];
  - Кавалер Великого хреста ордену Сан Фернандо;
- Велика Британія:
  - Кавалер ордену Підв'язки[1];
  - Королівський вікторіанський ланцюг[1];
  - Королівський Вікторіанський орден;
- Португалія:
  - Кавалер Великого ланцюга ордену Сантьяго (2 травня 2008 р.)[1][16][17];
  - Великий хрест ордена принця Генрі[1][16];
  - Кавалер Великого хреста ордену Вежі й Меча;
- Нідерланди:
  - Кавалер Великого хреста ордену Нідерландського лева[1][18][19];
  - Кавалер Великого хреста ордену Оранського дому[en];
  - Орден Золотого Ковчега[en][1];
- Естонія:
  - Кавалер Великого хреста на ланцюзі ордена Терра Маріана[1][20];
  - Орден Білої зірки[1][21][22][23];
- Україна:
  - Орден Свободи (29 вересня 2008) — за визначні особисті заслуги у розвитку українсько-шведських відносин, відстоювання ідеалів свободи і демократії[24] (перший кавалер ордена)
  - Орден князя Ярослава Мудрого I ступеня (19 березня 1999) — за визначну державну і політичну діяльність, зміцнення співробітництва між народами[25]
- Таїланд:
  - Лицар ордена Раджамітрабхорна[en][1];
  - Орден Рамкераті[en];
- Японія:
  - Ланцюг Вищого ордена Хризантеми;
  - Золота нагорода фазана[en] Скаутської асоціації Японії[en]
- Кавалер Великого хреста ордену Білої троянди;
- Кавалер Великого хреста на ланцюзі ордену Сокола;
- Кавалер Великого хреста ордену Леопольда;
- Лицар ланцюга ордену Південного хреста;
- Кавалер Великого хреста ордену Почесного легіону;
- Кавалер Великого хреста ордену «За заслуги перед Федеративною Республікою Німеччина»;
- Кавалер Великого хреста ордену Спасителя;
- Кавалер Великого хреста ордену Вітаутаса Великого;
- Кавалер Великого хреста ордену Адольфа Насауського[en];
- Ланцюг ордену Ацтекського орла;
- Кавалер ордену Білого орла;
- Кавалер Великого хреста ордену Зірки Румунії;
- Орден Подвійного білого хреста 1 класу (3 квітня 2002 року);
- Орден Визволителя Сан-Мартіна[en]
- Почесний знак «За заслуги перед Австрійською Республікою»
- Лицар Великого Хреста Королівського Ордену Корони Брунею
- Великий хрест Ордену Балканських гір
- Орден Заслуг[en]
- Великий хрест Ордену Нілу
- від Саксен-Кобург-Готської династії (Саксен-Кобург-Гота) Лицар Великого Хреста Ордену дому Саксен-Ернестіне
- Орден Заслуг
- Орден «Зірка Республіки Індонезії»
- медаль Пахлаві (Святкування 2500-річчя Перської імперії)
- Великий хрест Ордену «За заслуги перед Італійською Республікою»
- Лицар Ордену Хусейна ібн Алі
- Великий Хрест Ордену Трьох зірок
- Орден Корони Королівства[en]
- Орден короля Абдель-Азіза
- Орден «За виняткові заслуги»[en]
- Орден Доброї Надії[en]
- Орден «Мугунхва»
- Орден Турецької Республіки
- Великий хрест Ордена Республіки
- Орден Пія IX
- Орден «Зірка Югославії»

## Титул
- До приходу на трон — наслідний принц, від народження — герцог Ємтладу (швед. Hertig av Jämtland).
- До 19 вересня 1973 року мав стародавній титул Божою Милістю Король Швеції, Готів і Вендів (швед. Med Guds Nåde, Sveriges, Götes och Vendes Konung).
- Від 19 вересня 1973 року — Король Швеції (швед. Sveriges Konung)[26][27].

## Родовід
| Густав V | Густав V | Густав V | Густав V | Густав V         | Густав V         |                  |                  | Вікторія Баденська | Вікторія Баденська | Вікторія Баденська | Вікторія Баденська | Вікторія Баденська              | Вікторія Баденська              |                                 |                                 | Артур Коннаутський              | Артур Коннаутський              | Артур Коннаутський | Артур Коннаутський | Артур Коннаутський    | Артур Коннаутський    |                       |                       | Луїза Маргарита Пруська | Луїза Маргарита Пруська | Луїза Маргарита Пруська | Луїза Маргарита Пруська | Луїза Маргарита Пруська | Луїза Маргарита Пруська |  |  | Леопольд, герцог Олбані | Леопольд, герцог Олбані | Леопольд, герцог Олбані | Леопольд, герцог Олбані | Леопольд, герцог Олбані            | Леопольд, герцог Олбані            |                                    |                                    | Олена цу Вальдек-Пірмонт           | Олена цу Вальдек-Пірмонт           | Олена цу Вальдек-Пірмонт | Олена цу Вальдек-Пірмонт | Олена цу Вальдек-Пірмонт      | Олена цу Вальдек-Пірмонт      |                               |                               | Фрідріх Фердинанд Шлезвіг-Гольштейн-Зондербург-Глюксбурзький | Фрідріх Фердинанд Шлезвіг-Гольштейн-Зондербург-Глюксбурзький | Фрідріх Фердинанд Шлезвіг-Гольштейн-Зондербург-Глюксбурзький | Фрідріх Фердинанд Шлезвіг-Гольштейн-Зондербург-Глюксбурзький | Фрідріх Фердинанд Шлезвіг-Гольштейн-Зондербург-Глюксбурзький | Фрідріх Фердинанд Шлезвіг-Гольштейн-Зондербург-Глюксбурзький |                                         |                                         | Кароліна Матильда Шлезвіг-Гольштейн-Зондербург-Ауґустенбурзька | Кароліна Матильда Шлезвіг-Гольштейн-Зондербург-Ауґустенбурзька | Кароліна Матильда Шлезвіг-Гольштейн-Зондербург-Ауґустенбурзька | Кароліна Матильда Шлезвіг-Гольштейн-Зондербург-Ауґустенбурзька | Кароліна Матильда Шлезвіг-Гольштейн-Зондербург-Ауґустенбурзька | Кароліна Матильда Шлезвіг-Гольштейн-Зондербург-Ауґустенбурзька |  |  |
| Густав V | Густав V | Густав V | Густав V | Густав V         | Густав V         |                  |                  | Вікторія Баденська | Вікторія Баденська | Вікторія Баденська | Вікторія Баденська | Вікторія Баденська              | Вікторія Баденська              |                                 |                                 | Артур Коннаутський              | Артур Коннаутський              | Артур Коннаутський | Артур Коннаутський | Артур Коннаутський    | Артур Коннаутський    |                       |                       | Луїза Маргарита Пруська | Луїза Маргарита Пруська | Луїза Маргарита Пруська | Луїза Маргарита Пруська | Луїза Маргарита Пруська | Луїза Маргарита Пруська |  |  | Леопольд, герцог Олбані | Леопольд, герцог Олбані | Леопольд, герцог Олбані | Леопольд, герцог Олбані | Леопольд, герцог Олбані            | Леопольд, герцог Олбані            |                                    |                                    | Олена цу Вальдек-Пірмонт           | Олена цу Вальдек-Пірмонт           | Олена цу Вальдек-Пірмонт | Олена цу Вальдек-Пірмонт | Олена цу Вальдек-Пірмонт      | Олена цу Вальдек-Пірмонт      |                               |                               | Фрідріх Фердинанд Шлезвіг-Гольштейн-Зондербург-Глюксбурзький | Фрідріх Фердинанд Шлезвіг-Гольштейн-Зондербург-Глюксбурзький | Фрідріх Фердинанд Шлезвіг-Гольштейн-Зондербург-Глюксбурзький | Фрідріх Фердинанд Шлезвіг-Гольштейн-Зондербург-Глюксбурзький | Фрідріх Фердинанд Шлезвіг-Гольштейн-Зондербург-Глюксбурзький | Фрідріх Фердинанд Шлезвіг-Гольштейн-Зондербург-Глюксбурзький |                                         |                                         | Кароліна Матильда Шлезвіг-Гольштейн-Зондербург-Ауґустенбурзька | Кароліна Матильда Шлезвіг-Гольштейн-Зондербург-Ауґустенбурзька | Кароліна Матильда Шлезвіг-Гольштейн-Зондербург-Ауґустенбурзька | Кароліна Матильда Шлезвіг-Гольштейн-Зондербург-Ауґустенбурзька | Кароліна Матильда Шлезвіг-Гольштейн-Зондербург-Ауґустенбурзька | Кароліна Матильда Шлезвіг-Гольштейн-Зондербург-Ауґустенбурзька |  |  |
|          |          |          |          |                  |                  |                  |                  |                    |                    |                    |                    |                                 |                                 |                                 |                                 |                                 |                                 |                    |                    |                       |                       |                       |                       |                         |                         |                         |                         |                         |                         |  |  |                         |                         |                         |                         |                                    |                                    |                                    |                                    |                                    |                                    |                          |                          |                               |                               |                               |                               |                                                              |                                                              |                                                              |                                                              |                                                              |                                                              |                                         |                                         |                                                                |                                                                |                                                                |                                                                |                                                                |                                                                |  |  |
|          |          |          |          | Густав VI Адольф | Густав VI Адольф | Густав VI Адольф | Густав VI Адольф | Густав VI Адольф   | Густав VI Адольф   |                    |                    |                                 |                                 |                                 |                                 |                                 |                                 |                    |                    | Маргарита Коннаутська | Маргарита Коннаутська | Маргарита Коннаутська | Маргарита Коннаутська | Маргарита Коннаутська   | Маргарита Коннаутська   |                         |                         |                         |                         |  |  |                         |                         |                         |                         | Карл Едуард Саксен-Кобург-Готський | Карл Едуард Саксен-Кобург-Готський | Карл Едуард Саксен-Кобург-Готський | Карл Едуард Саксен-Кобург-Готський | Карл Едуард Саксен-Кобург-Готський | Карл Едуард Саксен-Кобург-Готський |                          |                          |                               |                               |                               |                               |                                                              |                                                              |                                                              |                                                              | Вікторія Аделаїда Шлезвіг-Гольштейнська                      | Вікторія Аделаїда Шлезвіг-Гольштейнська                      | Вікторія Аделаїда Шлезвіг-Гольштейнська | Вікторія Аделаїда Шлезвіг-Гольштейнська | Вікторія Аделаїда Шлезвіг-Гольштейнська                        | Вікторія Аделаїда Шлезвіг-Гольштейнська                        |                                                                |                                                                |                                                                |                                                                |  |  |
|          |          |          |          | Густав VI Адольф | Густав VI Адольф | Густав VI Адольф | Густав VI Адольф | Густав VI Адольф   | Густав VI Адольф   |                    |                    |                                 |                                 |                                 |                                 |                                 |                                 |                    |                    | Маргарита Коннаутська | Маргарита Коннаутська | Маргарита Коннаутська | Маргарита Коннаутська | Маргарита Коннаутська   | Маргарита Коннаутська   |                         |                         |                         |                         |  |  |                         |                         |                         |                         | Карл Едуард Саксен-Кобург-Готський | Карл Едуард Саксен-Кобург-Готський | Карл Едуард Саксен-Кобург-Готський | Карл Едуард Саксен-Кобург-Готський | Карл Едуард Саксен-Кобург-Готський | Карл Едуард Саксен-Кобург-Готський |                          |                          |                               |                               |                               |                               |                                                              |                                                              |                                                              |                                                              | Вікторія Аделаїда Шлезвіг-Гольштейнська                      | Вікторія Аделаїда Шлезвіг-Гольштейнська                      | Вікторія Аделаїда Шлезвіг-Гольштейнська | Вікторія Аделаїда Шлезвіг-Гольштейнська | Вікторія Аделаїда Шлезвіг-Гольштейнська                        | Вікторія Аделаїда Шлезвіг-Гольштейнська                        |                                                                |                                                                |                                                                |                                                                |  |  |
|          |          |          |          |                  |                  |                  |                  |                    |                    |                    |                    |                                 |                                 |                                 |                                 |                                 |                                 |                    |                    |                       |                       |                       |                       |                         |                         |                         |                         |                         |                         |  |  |                         |                         |                         |                         |                                    |                                    |                                    |                                    |                                    |                                    |                          |                          |                               |                               |                               |                               |                                                              |                                                              |                                                              |                                                              |                                                              |                                                              |                                         |                                         |                                                                |                                                                |                                                                |                                                                |                                                                |                                                                |  |  |
|          |          |          |          |                  |                  |                  |                  |                    |                    |                    |                    | Густав Адольф Вестерботтенський | Густав Адольф Вестерботтенський | Густав Адольф Вестерботтенський | Густав Адольф Вестерботтенський | Густав Адольф Вестерботтенський | Густав Адольф Вестерботтенський |                    |                    |                       |                       |                       |                       |                         |                         |                         |                         |                         |                         |  |  |                         |                         |                         |                         |                                    |                                    |                                    |                                    |                                    |                                    |                          |                          | Сибілла Саксен-Кобург-Готська | Сибілла Саксен-Кобург-Готська | Сибілла Саксен-Кобург-Готська | Сибілла Саксен-Кобург-Готська | Сибілла Саксен-Кобург-Готська                                | Сибілла Саксен-Кобург-Готська                                |                                                              |                                                              |                                                              |                                                              |                                         |                                         |                                                                |                                                                |                                                                |                                                                |                                                                |                                                                |  |  |
|          |          |          |          |                  |                  |                  |                  |                    |                    |                    |                    | Густав Адольф Вестерботтенський | Густав Адольф Вестерботтенський | Густав Адольф Вестерботтенський | Густав Адольф Вестерботтенський | Густав Адольф Вестерботтенський | Густав Адольф Вестерботтенський |                    |                    |                       |                       |                       |                       |                         |                         |                         |                         |                         |                         |  |  |                         |                         |                         |                         |                                    |                                    |                                    |                                    |                                    |                                    |                          |                          | Сибілла Саксен-Кобург-Готська | Сибілла Саксен-Кобург-Готська | Сибілла Саксен-Кобург-Готська | Сибілла Саксен-Кобург-Готська | Сибілла Саксен-Кобург-Готська                                | Сибілла Саксен-Кобург-Готська                                |                                                              |                                                              |                                                              |                                                              |                                         |                                         |                                                                |                                                                |                                                                |                                                                |                                                                |                                                                |  |  |
|          |          |          |          |                  |                  |                  |                  |                    |                    |                    |                    |                                 |                                 |                                 |                                 |                                 |                                 |                    |                    |                       |                       |                       |                       |                         |                         |                         |                         |                         |                         |  |  |                         |                         |                         |                         |                                    |                                    |                                    |                                    |                                    |                                    |                          |                          |                               |                               |                               |                               |                                                              |                                                              |                                                              |                                                              |                                                              |                                                              |                                         |                                         |                                                                |                                                                |                                                                |                                                                |                                                                |                                                                |  |  |
|          |          |          |          |                  |                  |                  |                  |                    |                    |                    |                    |                                 |                                 |                                 |                                 |                                 |                                 |                    |                    |                       |                       |                       |                       |                         |                         |                         |                         | Карл XVI                |                         |  |  |                         |                         |                         |                         |                                    |                                    |                                    |                                    |                                    |                                    |                          |                          |                               |                               |                               |                               |                                                              |                                                              |                                                              |                                                              |                                                              |                                                              |                                         |                                         |                                                                |                                                                |                                                                |                                                                |                                                                |                                                                |  |  |

## Опікунство
Є шефом таких організацій як
- Національний музей Швеції
- Шведський музей природознавства
- Шведська академія
- Королівська академія вільних мистецтв
- Шведська королівська музична академія
- Шведська королівська академія наук
- Шведська королівська академія інженерних наук
- Шведська королівська академія історії літератури і старожитностей
- Міжнародний рух Червоного Хреста і Червоного Півмісяця
- Всесвітній фонд дикої природи
- Ротарі-клуб
- Лайонз-клуби
- Шведське Біблійне Товариство